# 周术
周术（？—190年代），东汉末年豫章太守。周术病卒，自领扬州牧的军阀袁术派诸葛玄接任，而朝廷得知周术去世，也派朱皓来接任，引发了朱皓和诸葛玄之间的交战。